# Famille Friedrich
Cette page explique l’histoire ou répertorie les différents membres de la famille Friedrich.

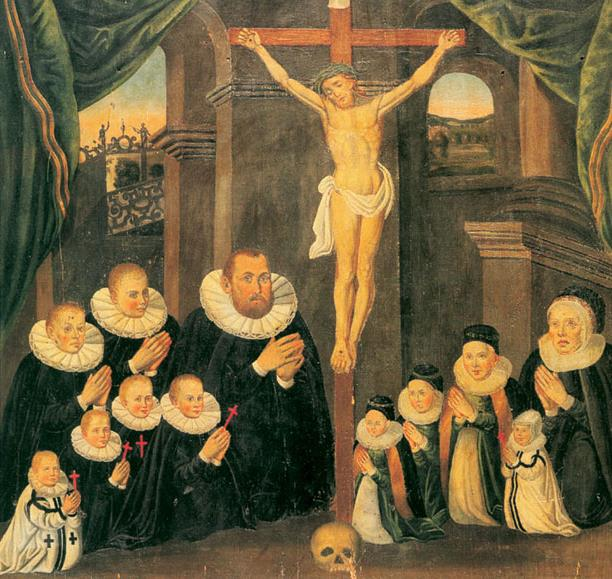
Portrait de donateur du maître verrier du Nord de la Bohême, Martin Friedrich le Jeune et sa famille (vers 1596).

La famille Friedrich est la plus ancienne famille germano-bohêmienne de vitraillistes .

## Histoire
Il y a 750 ans, émerge le nom des Friedrich, la plus ancienne famille allemande de Bohême de vitraillistes, qui contribue grandement à la création du célèbre cristal de Bohême. À l'époque pré-Hussite, ils produisent d'étonnantes œuvres d'art vitré près de Daubitz, aujourd'hui appelé Doubice. Au cours des 16e et 17e siècles, à la suite du développement par la famille de leurs usines de verre dans l'Oberkreibitz, de nos jours Horní Chřibská (cs), l'art du verre de Bohême connaît son premier apogée.
L'expansion de cette famille de verriers dans de nombreux pays européens est sans précédent. Ses dynasties de maîtres verriers avec la famille Schierer (von Walthaimb zu Falkenau) ont fait l'histoire du verre en Bohème, Silésie, Autriche, Tyrol et Slovénie. Ses verriers ont prouvé leurs compétences artistiques et techniques dans le Brandebourg, en Saxe, Thuringe, Bavière, Styrie, Slovaquie, Croatie etc. L'artiste verrier bien connu Friedrich Egermann (de) compte aussi parmi les descendants de la famille ainsi que l'historien de la nature et explorateur de l'Amérique du Sud, Thaddäus Haenke.